# Túmulo de Zacarias

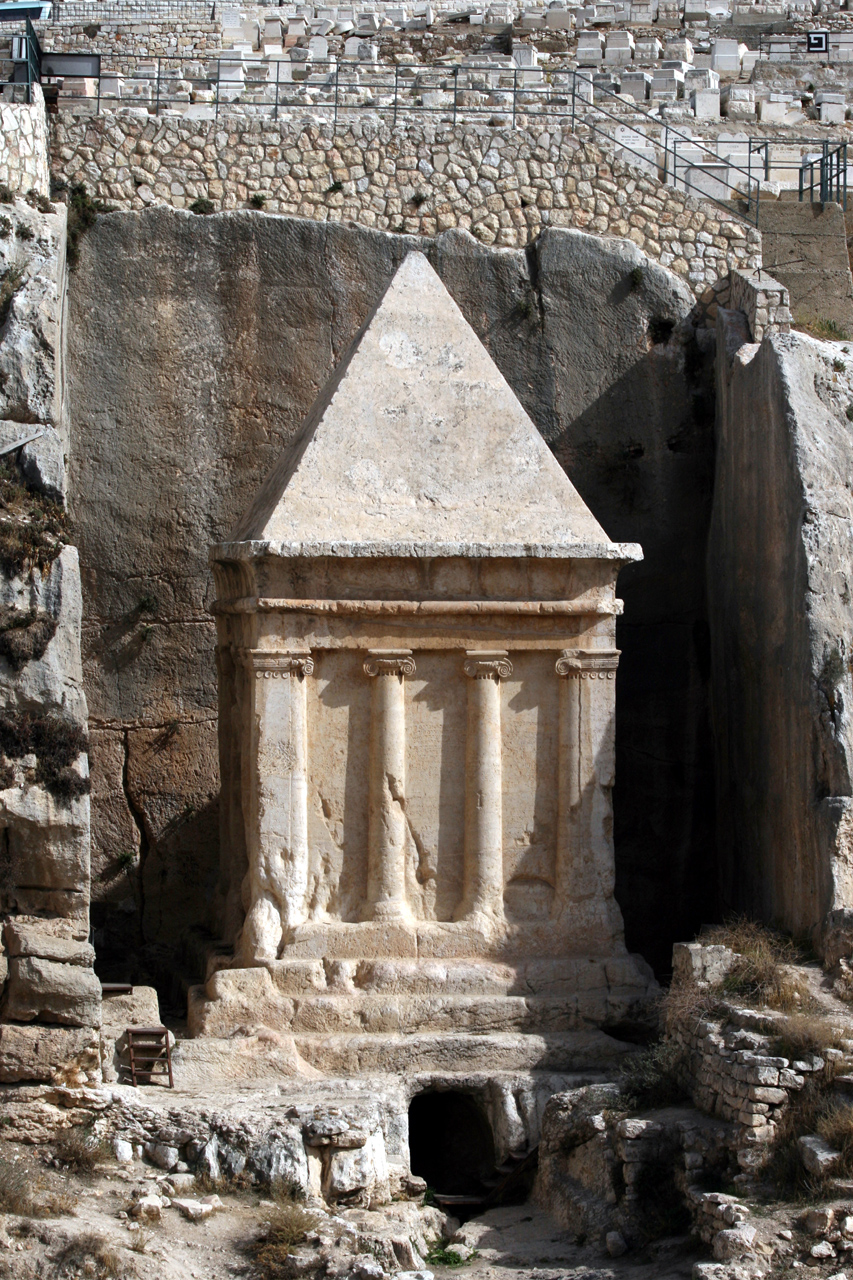
Túmulo de Zacarias.

O Túmulo de Zacarias é um antigo monumento de pedra junto ao Túmulo Bnei Hazir e que está no Cemitério judaico do Monte das Oliveiras em Jerusalém.

## Descrição
O túmulo é um monólito,  completamente esculpido em rocha maciça e não contém uma câmara funerária. A parte mais baixa do monumento é uma crepidoma, uma base feita em três etapas. Acima dela há uma estilóbato, sobre a qual existe uma decoração de duas colunas jônicas entre duas colunas e meia jônicas; nos cantos existem duas pilastras. Os capitéis são da ordem jônica e estão decorados com uma decoração de ovo e dardo. A parte superior do monumento possuí um estilo egípcio cornija sobre a qual se tem uma pirâmide. Curiosamente a multa de alvenaria e decoração que é visível no lado ocidental, a fachada, está no lado ocidental sozinho. Nos outros lados do túmulo do trabalho é extremamente áspero e inacabado, parece como se o trabalho foi abruptamente interrompido antes que os artistas pudessem terminar o trabalho.

## Identificação do Túmulo
De acordo com a tradição religiosa judaica, que é sugerida pela primeira vez pelos 1.215 escritos de Menahem haHebroni, este é o túmulo do sacerdote Zacarias, um número que o Livro de Crônicas alega ter sido apedrejado:
"E o Espírito de Deus se apoderou de Zacarias, filho de Joiada, o sacerdote, que estava acima do povo, e disse-lhes: Assim diz Deus: Por que transgredis os mandamentos do Senhor, que vós não podeis prosperar? Porquanto abandonastes o Senhor, também ele vos abandonou. E eles conspiraram contra ele, eo apedrejaram por mandado do rei, no pátio da casa do Senhor."
Não há provas documentais para validar a reivindicação tradicional, e não contém um corpo como ele é um objeto sólido esculpido na rocha. 